# Bitwa pod Tamarón
Bitwa pod Tamarón – starcie zbrojne, które miało miejsce w roku 1037 pomiędzy królem Kastylii Ferdynandem I a królem Leónu Bermudo III. Ferdynand, który wcześniej poślubił siostrę Bermudo III – Sanchę I, pokonał i zabił swojego szwagra w bitwie pod Tamarón i zajął jego miejsce na tronie Leónu.
Po objęciu tronu przez niepełnoletniego Bermudo III, bezpośrednią opiekę nad władcą sprawowała jego ciotka Urraka. Za jej namową Bermudo poślubił Jimenę, siostrę niepełnoletniego hrabiego Garcii Sancheza Kastylijskiego, który zamierzał zawiązać sojusz z Królestwem Leónu skierowany przeciwko Sancho III, królowi Nawarry. Po zamordowaniu Garcii 13 maja 1029 roku (zabiegającego o rękę siostry Bermudo III Sanchy) tytuł książęcy i ręka Sanchy przypadły Ferdynandowi I Kastylijskiemu. W roku 1034 Ferdynand zaczął domagać się pełnych praw do tronu. Sytuację podsycała ekspansjonistyczna polityka Sancho III, której Królestwo Leónu starało się przeciwstawić militarnie i politycznie.
Powodem wybuchu konfliktu stał się problem Kastylii i próby nadania jej pełnej autonomii, które podjął Ferdynand I i szlachta kastylijska. Do walk doszło na spornych terenach pomiędzy Cea a Pisuerga. W roku 1037 pod Tamarón (koło Burges) doszło do decydującego starcia, w którym poniósł klęskę i poległ Bermudo III. Jako że poległy władca nie posiadał potomka, Ferdynand w imieniu swojej małżonki (siostry zmarłego Bermudo III) Sanchy objął tron Królestwa Leónu.